# Lucas del Campo López
Lucas del Campo López (17 de febrero de 1897 - 23 de julio de 1972) fue un abogado español, alcalde de Alcalá de Henares durante dos períodos de mandato (entre 1923 y 1925; y entre 1947 y 1957), siendo durante su segundo período diputado provincial por Madrid.

## Biografía
Lucas del Campo nació en Alcalá de Henares. Era hijo de Cruz del Campo Fernández, y de Ángela López Fernández, y pertenecía a una destacada familia de terratenientes locales vinculados a su ciudad natal, dedicados a actividades agrícolas y comerciales. El matrimonio del Campo López tuvo seis hijos: María Cruz, Patrocinio, Lucas, Ángel, Nicolás y Vidal (este último fallecido con dos años de edad).
Su tío era el político alcalaíno Lucas del Campo y Fernández (1854-1914) diputado en las Cortes Generales durante tres legislaturas con el Partido Conservador de Maura. Lucas del Campo cursó la carrera de leyes en la Facultad de Derecho de la Universidad Central de Madrid, licenciándose en 1917, con 20 años de edad, y solicitando su ingreso al Colegio de Abogados de Madrid en 1918.
Siguiendo los pasos de su tío, comenzó su carrera política en las filas del Partido Conservador de Antonio Maura. Con el inicio de la Dictadura de Primo de Rivera (1923-1930) fue designado Alcalde de Alcalá de Henares el 2 de octubre de 1923, permaneciendo en el cargo hasta el 2 de noviembre de 1925, cuando presentó su renuncia y fue sustituido por Gustavo Chamorro Tello.
Durante los años que siguieron hasta el estallido de la Guerra civil española, se mantuvo activo al frente del Gremio de Labradores de Alcalá de Henares, que a partir de 1931 sirvió de contrapeso local a la Sociedad de Agricultores de la UGT. En octubre de 1933, formó parte de una candidatura radical-conservadora al Congreso de los Diputados por Madrid (liderada por Clara Campoamor) candidatura que no obtuvo ningún escaño en las elecciones del mes de noviembre de aquel año.
Al inicio de la guerra civil, perdió a sus dos hermanos varones, Nicolás y Ángel, asesinados por elementos revolucionarios afectos a la República. Este hecho propició que tras el final de la guerra, una parte importante de las propiedades de la familia del Campo López se concentraran de nuevo en su persona. Tras el final de la contienda, ejercería durante un tiempo como juez interino de primera instancia de
Alcalá de Henares, coincidiendo con el período de represión que se vivió en los primeros años de la posguerra.
Se casó con Genoveva Noriega Conde con quien no tuvo hijos. Adoptó a las tres hijas de su hermano Nicolás, poco después de la guerra civil, cuando estas quedaron huérfanas al fallecer su madre en un accidente de automóvil.
El 5 de marzo de 1947 fue designado de nuevo alcalde de Alcalá de Henares, puesto que conservaría tras las elecciones municipales de 1948 y en el que se mantendría durante una década, hasta el 18 de octubre de 1957.
El 6 de septiembre de 1947, poco después de asumir la alcaldía, se produjo la explosión del polvorín de la cuesta de Zulema, que se saldó con 24 fallecidos -16 según otras fuentes- y con la ejecución de 8 de los acusados de causar la explosión.
Durante este período, coincidente con el grave estancamiento económico propiciado por la autarquía franquista, su gestión estuvo ligada a la mejora de las infraestructuras de la ciudad (abastecimiento de agua potable, alcantarillado y pavimentación) y a la reconstrucción de sus monumentos, así como al interés por las actividades agrícolas y ganaderas, de las que fue responsable en la Diputación Provincial de Madrid, presidida por el Marqués de la Valdavia. 

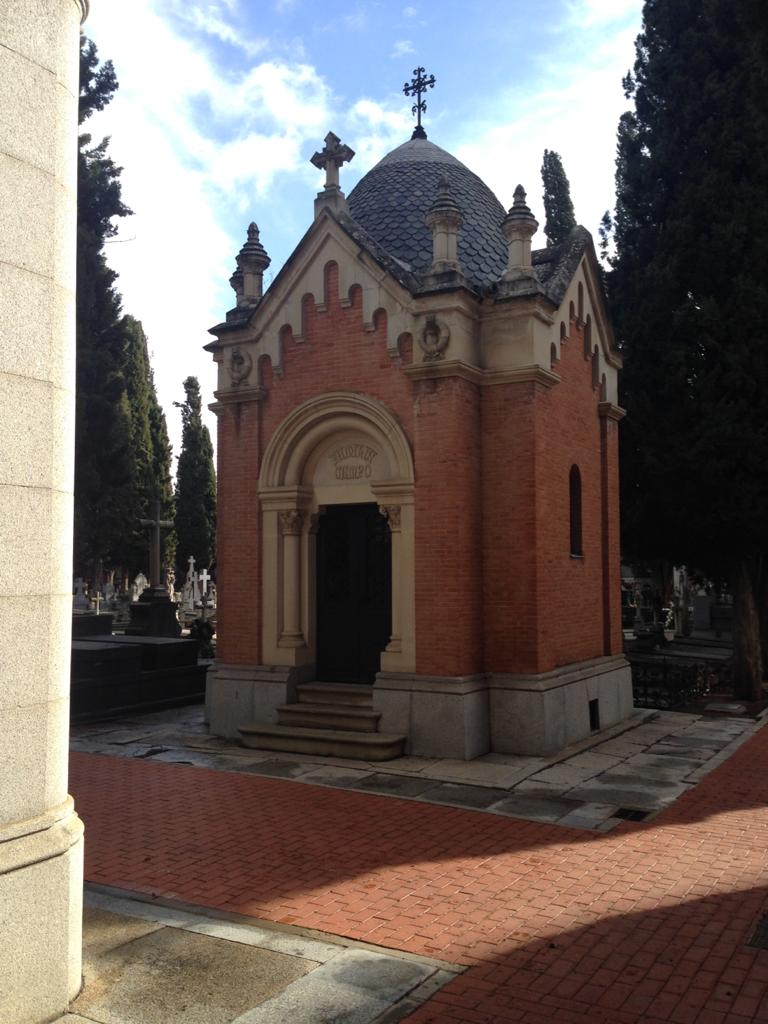
Panteón de la familia Del Campo en Alcalá de Henares.

Alcalá siguió siendo una ciudad agrícola, militar y de conventos, pero a lo largo de su mandato la población de la localidad pasó de 19.415 habitantes en el censo de 1950, a 25.123 en el de 1960, incremento de población vinculado con el inicio del posterior auge industrial de la ciudad complutense en las décadas de 1960 y 1970, protagonizado inicialmente por la industria cerámica y por la implantación de la empresa Forjas de Alcalá.
Retirado de la vida municipal en 1957, a comienzos de los años 1960 acometió la reforma de la antigua casa de la familia del Campo (convertida en el torreón situado en la actualidad en la esquina de la calle del Ángel y de la avenida Complutense), y poco después se trasladaría a Madrid, donde residiría de forma permanente en el Hotel Victoria. En estos últimos años, se dedicó a la gestión de su patrimonio agrícola y bursátil, interviniendo como accionista destacado de la Compañía Telefónica de España y del Banco Hispano Americano.
A consecuencia de una dolencia vascular, que se le desencadenó repentinamente en un balneario de la localidad zaragozana de Alhama de Aragón, fue trasladado a Madrid donde falleció el 23 de julio de 1972. Sus restos descansan en el panteón de la familia Del Campo, en el Cementerio municipal de San Roque de Alcalá de Henares.